# Gieraska
Gieraska – wzniesienie w obrębie Garbu Tarnogórskiego na Wyżynie Śląskiej o wysokości 340 m n.p.m., w paśmie wzniesień ciągnących się od Sławkowa do Strzemieszyc Małych. Drugie pod względem wysokości – po Wielkiej Górze (368,2 m n.p.m.) – wzniesienie Sławkowa. Leży na granicy Sławkowa i Dąbrowy Górniczej, przy drodze krajowej nr 94. Okolice Gieraski charakteryzują się wysokimi walorami krajobrazowymi. Stanowią obszar chronionego krajobrazu, podlegający ochronie ze względu na relikty historycznego górnictwa obejmujące szyby kopalń galeny z XVII i galmanu z XIX wieku (kopalnia „Leonidas„).

## Przyroda ożywiona
Na zboczach góry znajdują się dwa użytki ekologiczne: „Warpie pod Gieraską” w Sławkowie oraz „Źródliska w Zakawiu” w Dąbrowie Górniczej. Układ biocenotyczny wykazuje przewagę sosny zwyczajnej. W ramach tworzenia leśnego pasa ochronnego Huty Katowice część pól na zboczach Gieraski obsadzona została jednak również innymi gatunkami drzew, w tym bukiem zwyczajnym i dębem bezszypułkowym. Aktualnie najlepsze przyrosty uzyskuje tu modrzew europejski. W runie leśnym występują storczyki – kruszczyk szerokolistny i rdzawoczerwony.

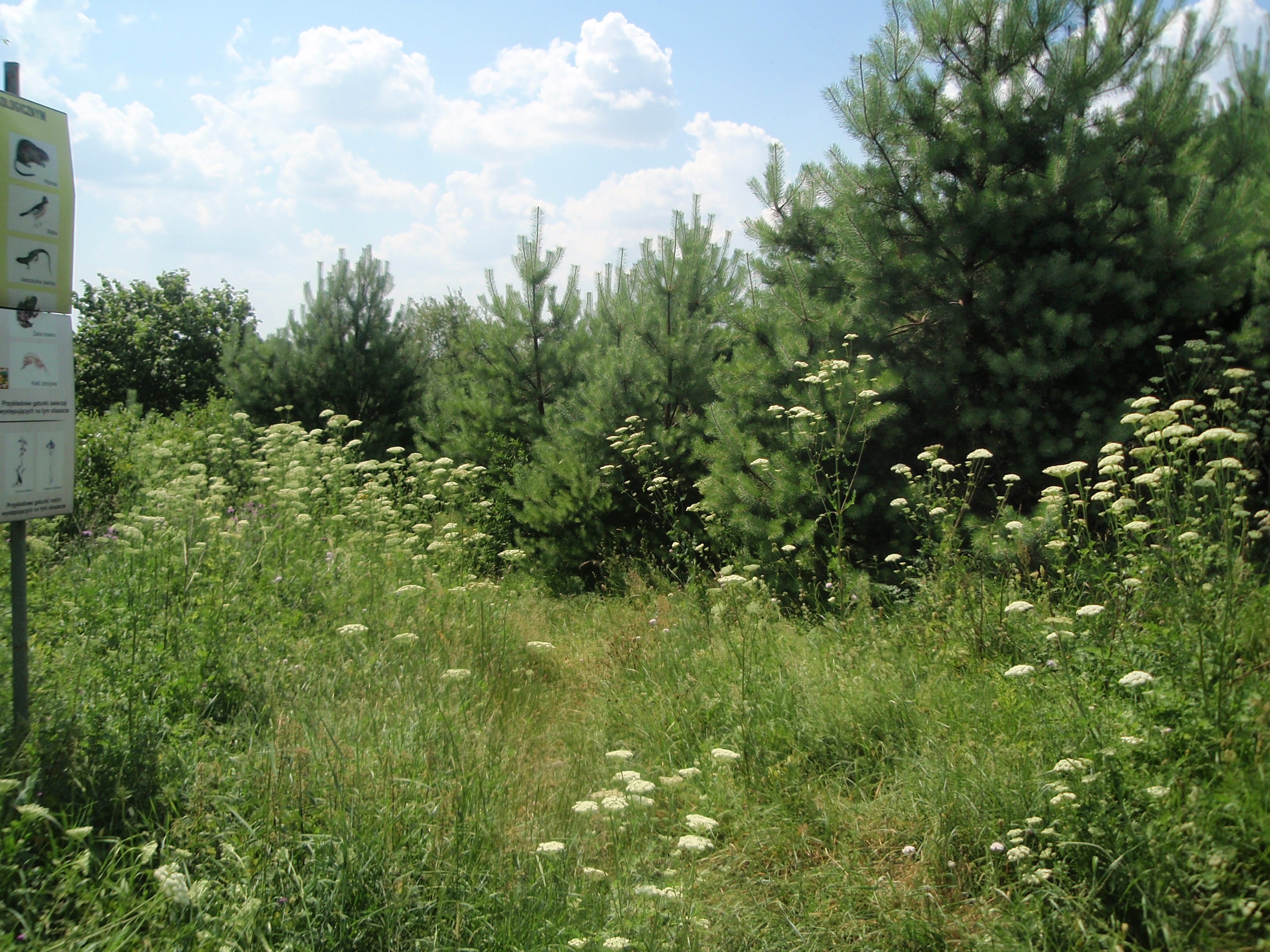
Źródliska w Zakawiu

## Budowa geologiczna
Na południowym zboczu Gieraski odkryte zostały w kilku szybikach warstwy gogolińskie górne wykształcone tu jako dolomity. Seria zlepieńcowa (zachodnie zbocze) reprezentowana jest przez wapień falisty II i III.